# Життя Кабачка
«Життя Кабачка» (фр. Ma vie de Courgette) — французько-швейцарський анімаційний драматичний фільм, знятий Клодом Барра за мотивами роману «Автобіографія Кабачка» Жиль Періса. Світова прем'єра стрічки відбулась 15 травня 2016 року на Каннському кінофестивалі. Фільм розповідає про 9-річного хлопчика на прізвисько Кабачок (справжнє ім'я — Ікар), який випадково вбиває свою матір-алкоголічку і потрапляє до сирітського притулку.
Фільм був висунутий Швейцарією на премію «Оскар» за найкращий фільм іноземною мовою.

## Озвучування
- Гаспар Шлаттер — Кабачок (справжнє ім'я — Ікар)
- Мішель Вюйєрмоз — Реймонд
- Сікстін Мурат — Камілла
- Наташа Кучумов — мати Кабачка
- Полін Жаккуд — Сімон
- Рауль Рібера — Ахмед
- Вероніка Монтель — Розі

## Нагороди та номінації
| Список нагород та номінацій | Список нагород та номінацій | Список нагород та номінацій                     | Список нагород та номінацій | Список нагород та номінацій | Список нагород та номінацій |
| Кінопремія                  | Дата церемонії              | Категорія                                       | Номінант(и)                 | Результат                   | Дж                          |
| --------------------------- | --------------------------- | ----------------------------------------------- | --------------------------- | --------------------------- | --------------------------- |
| Каннський кінофестиваль     | 22 травня 2016              | «Золота камера»                                 | «Життя Кабачка»             | Номінація                   |                             |
| Премія «Золотий глобус»     | 8 січня 2017                | Найкращий анімаційний фільм                     | «Життя Кабачка»             | Номінація                   | [ 4 ] [ 5 ]                 |
| Премія «Люм'єр»             | 30 січня 2017               | Найкращий анімаційний фільм                     | «Життя Кабачка»             | Перемога                    | [ 6 ] [ 7 ]                 |
| Премія «Люм'єр»             | 30 січня 2017               | Найкращий сценарій                              | Селін Ск'ямма               | Перемога                    | [ 6 ] [ 7 ]                 |
| Премія «Люм'єр»             | 30 січня 2017               | Найкраща музика до фільму                       | Софі Гунгер                 | Номінація                   | [ 6 ] [ 7 ]                 |
| Премія «Сезар»              | 24 лютого 2017              | Найкращий дебютний фільм                        | «Життя Кабачка»             | Перемога                    | [ 8 ]                       |
| Премія «Сезар»              | 24 лютого 2017              | Найкращий оригінальний або адаптований сценарій | Селін Ск'ямма               | Перемога                    | [ 8 ]                       |
| Премія «Сезар»              | 24 лютого 2017              | Найкраща музика до фільму                       | Софі Гюнгер                 | Номінація                   | [ 8 ]                       |
| Премія BAFTA                | 18 лютого 2017              | Найкращий анімаційний фільм                     | «Життя Кабачка»             | Номінація                   |                             |